# فرانتس تسیرایس
فرانتس تسیرایس (به آلمانی: Franz Ziereis) (زاده ۱۳ اوت ۱۹۰۵، مرگ ۲۴ می ۱۹۴۵) یک افسر آلمانی در دوره رایش سوم و از سال ۱۹۳۹ تا سال ۱۹۴۵ فرمانده اردوگاه مرگ ماوتهاوزن بود.